# Ignudi

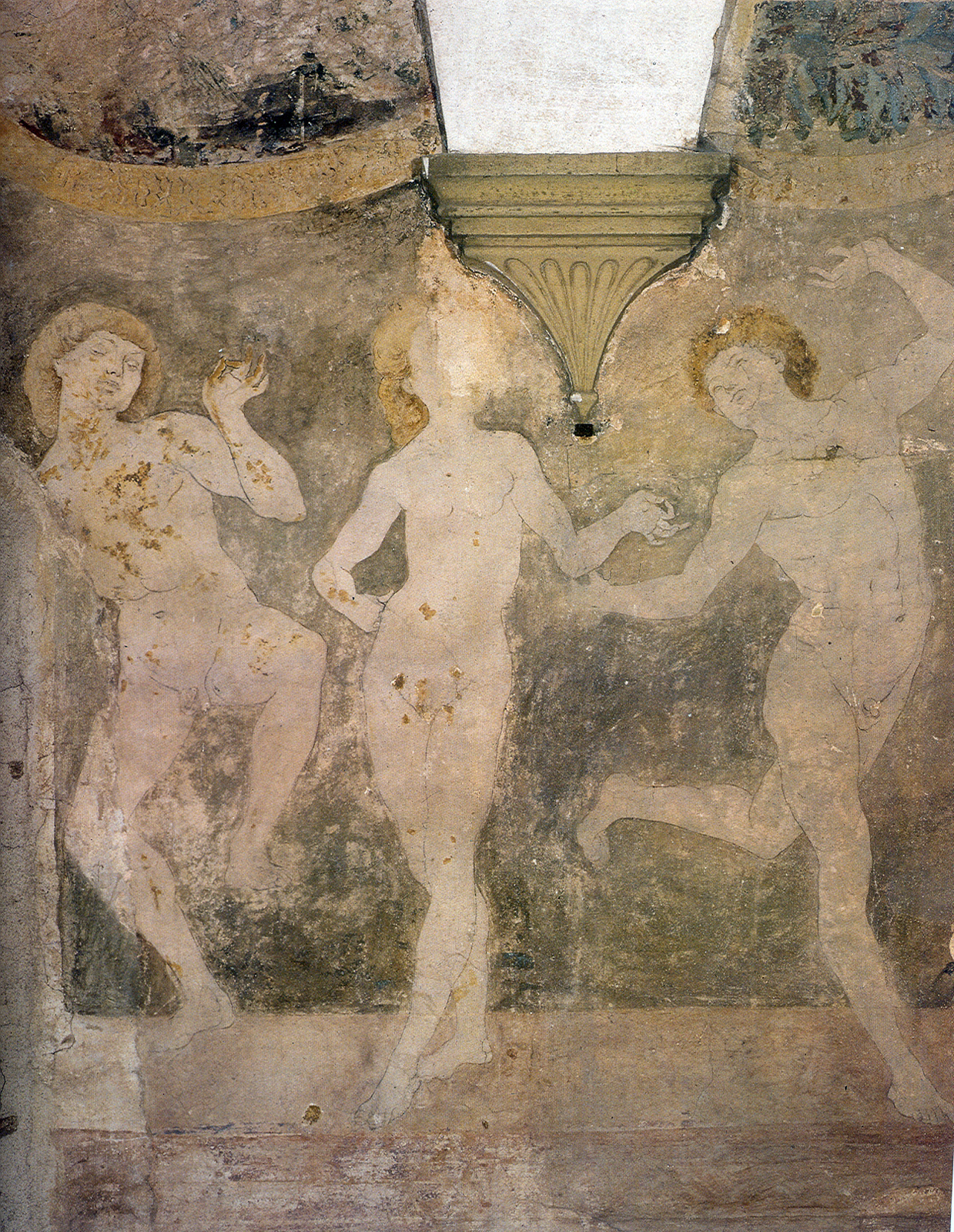
Antonio del Pollaiuolo, Danza di ignudi.

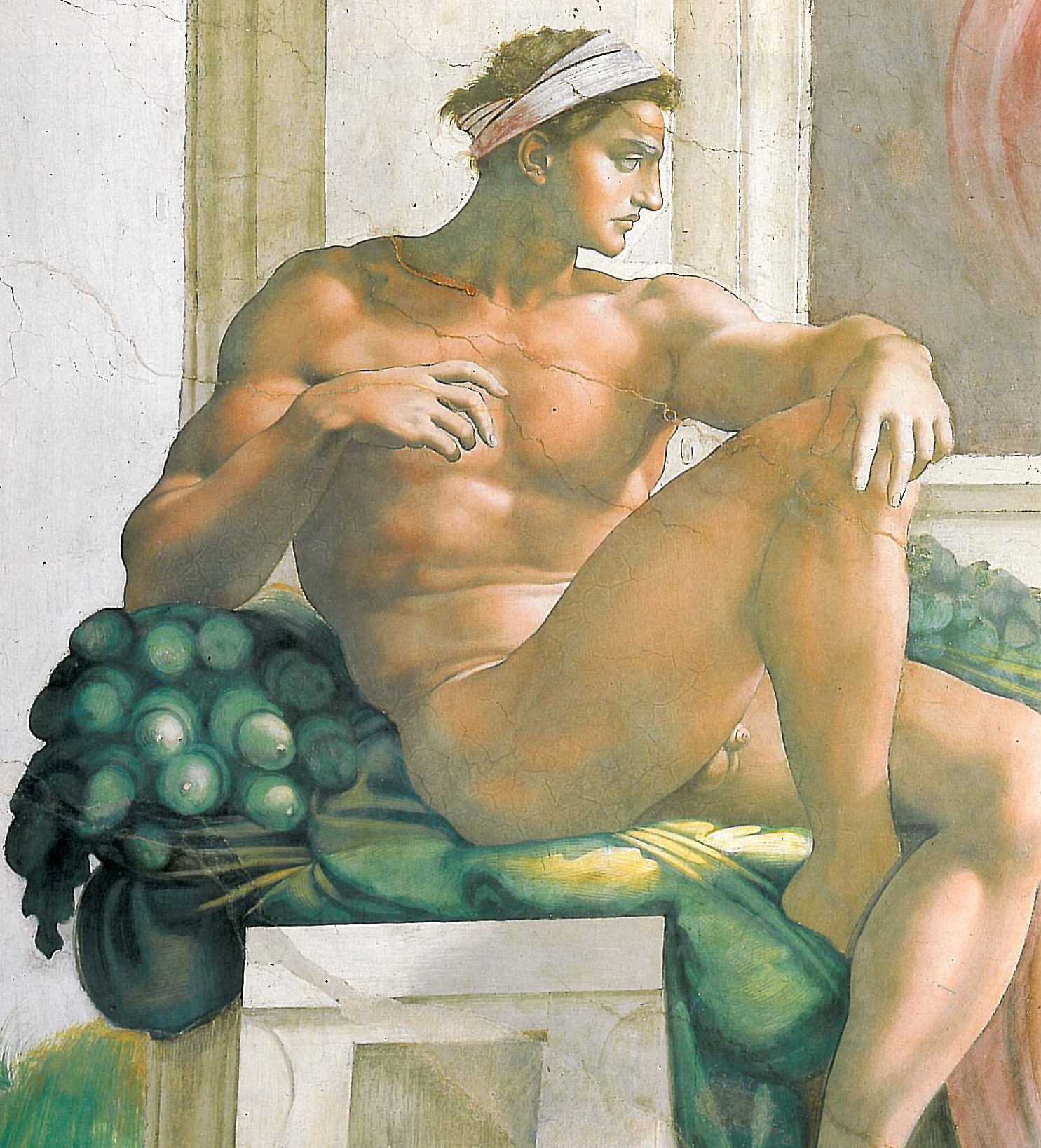
Ignudo de Miquel Àngel.

Els ignudi ('nus') són, en l'art renaixentista, nus masculins en diverses actituds que sovint es remunten a l'estatuària antiga. Són l'equivalència dels àngels de la tradició cristiana i dels amorets de la tradició platònica. La paraula ignudi és una versió arcaica de l'adjectiu "nudo", i deu la seva difusió en els escrits de Giorgio Vasari i d'altres historiadors d'art.

## Història
Les imatges d'ignudi en el Renaixement servien per a recuperar referències clàssiques que ja estaven en voga des de finals de l'edat mitjana (Nicola Pisano). Això es deu, en primer lloc, a l'art que va sorgir a Florència sota Llorenç el Magnífic, en què hi havia una marcada recerca sobre l'antiguitat. Entre els primers artistes que van utilitzar figures d'ignudi, es troben Piero della Francesca (Adam), Antonio del Pollaiuolo (famós per la seva Danza di ignudi, que la va representar inspirant-se en la pintura de vasos grecs) o Pietro Perugino (Apolo i Dafne). Cap al final del segle xv, el motiu dels ignudi va començar a ser utilitzat com a decoració i com a cita erudita; n'és un exemple la Madonna col Bambino tra ignudi de Luca Signorelli (1490). Segons la iconografia, els ignudi pintats per Miquel Àngel a la volta de la capella Sixtina poden representar els putti del segle xv, ja que aquests acostumaven a tenir la missió de sostenir blasons, i els de Miquel Àngel es troben sostenint medallons amb escenes bíbliques.

## Ignudide Miquel Àngel
Cèlebre és la sèrie dels ignudi als frescs de la volta de la capella Sixtina realitzats per Michelangelo entre 1508 i 1512. En grup de quatre, decoren els espais entre els panells inferiors de la Història del Gènesi. Els ignudi es caracteritzen pels seus posats variats i per una innegable bellesa física i anatòmica. Vasari en va parlar i els va remarcar com a símbols de l'edat d'or, mentre que la crítica moderna ha parlat sobre la simbologia neoplatònica, la interpretació més convincent és que són figures angelicals en un sentit intermedi entre els humans i els déus (Charles de Tolnay). També la seva bellesa està d'acord amb les teories del Renaixement, com la famosa Oratio de dignitate hominis de Giovanni Pico della Mirandola, que uneix la glorificació de les facultats espirituals i col·loca l'ésser humà al cim de la creació a imatge i semblança de Déu.